# Lüdenhausen
Lüdenhausen is een plaats in het zuidoosten van de Duitse gemeente Kalletal, deelstaat Noordrijn-Westfalen, en telt, volgens de meest recente, op de website van de gemeente vermelde, telling, 961 inwoners.

Ligging van Lüdenhausen in de gemeente Kalletal

Door het (in de 14e eeuw voor het eerst in een document vermelde) dorp stroomt het riviertje de Osterkalle. Diverse regionale wegen van en naar andere dorpen komen te Lüdenhausen bijeen. Er is een beperkte busverbinding met deze naburige plaatsen.

## Bijzondere gebouwen, natuurschoon
- Uit 1687 daterende boerderij, waarin een kleine mikwe (Joods badhuis); het dorp heeft ook een kleine, niet meer gebruikte, Joodse begraafplaats.
- 12e-eeuwse evangelisch-gereformeerde dorpskerk.
- De omgeving van het dorp is, vooral aan de noord- en noordoostkant ervan, heuvelachtig, deels bebost en landschappelijk fraai (Asenberg, Hexenberg met fraai panorama)

## Afbeeldingen

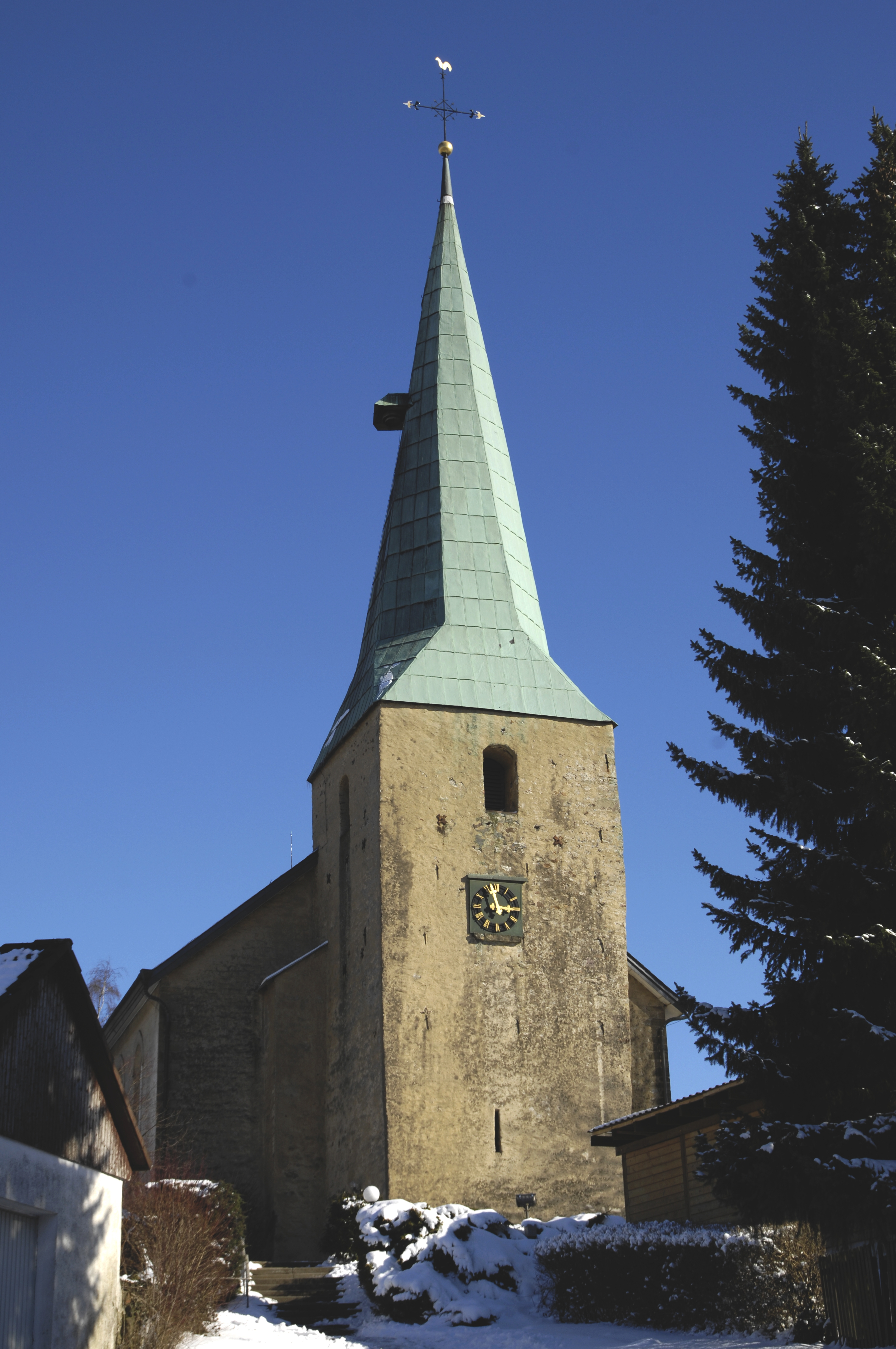
Evangelisch-geref. dorpskerk
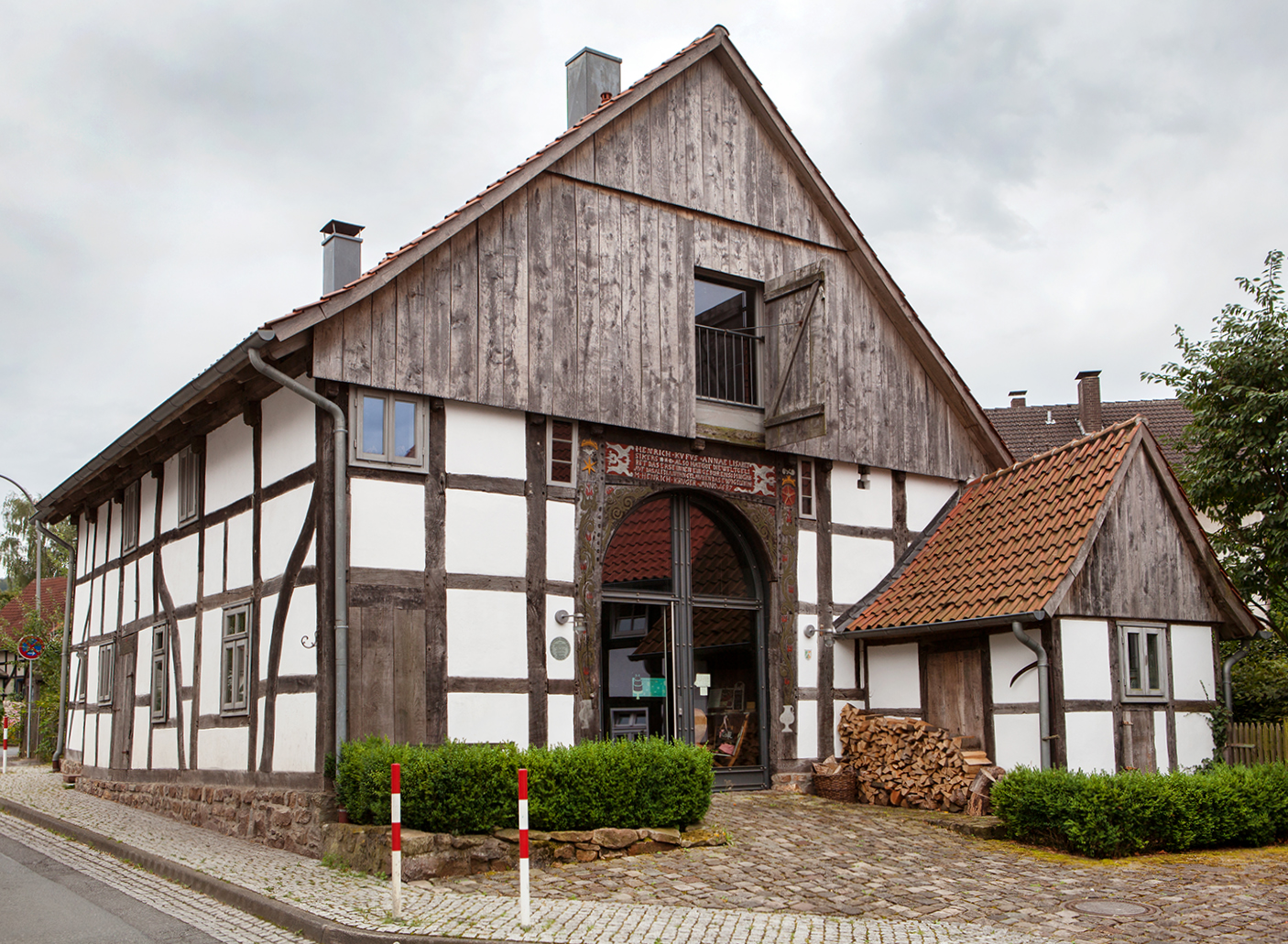
Boerderij met mikwe